# Vesoljski observatorij
Vesoljski observatorij (tudi vesoljski daljnogled) je naprava (umetni satelit), ki se nahaja v vesoljskem prostoru in se uporablja za opazovanje planetov, galaksij in drugih nebesnih teles. Po vrsti sredstva, ki se uporablja za opazovanje, jih lahko ločimo na
- observatorije za opazovanje s pomočjo elektomagnetnega valovanja

1. radijski valovi
2. mikrovalovi
3. infrardeče sevanje
4. vidna svetloba
5. ultravijolično sevanje
6. rentgenski žarki
7. gama žarki

- observatorije za opazovanje s pomočjo osnovnih delcev
- observatorije za opazovanje s pomočjo gravitacijskih valov (načrtovani)

V vesolje so izstrelili že večje število satelitov, ki služijo kot vesoljski observatoriji. Na površini Zemlje je vpliv ozračja na sliko nebesnega telesa izredno velik. Nekateri daljnogledi na površini Zemlje poskušajo to sliko popraviti s pomočjo adaptivne optike. Pri daljnogledih, ki krožijo nad ozračjem, teh vplivov ni. Razen tega vesoljski daljnogledi delujejo tudi na področjih elektromagnetnega valovanja, ki so zunaj področja vidne svetlobe in radijskega valovanja. Astronomija, ki opazuje v področju rentgenskih žarkov je skoraj nemogoča na površini Zemlje. To je sedaj možno izvajati z uporabo daljnogledov, ki delujejo na področju rentgenskega valovanja (primera Rentgenski observatorij Chandra in XMM-Newtonov observatorij. Na površini Zemlje je tudi opazovanje v področju ultravijoličnega in infrardečega sevanja skoraj nemogoče.
V splošnem lahko delimo vesoljske observatorije na tiste, ki opazujejo celotno nebo, in na tiste, ki opazujejo samo določen del neba. Načrtujejo še izstrelitve večjega števila novih vesoljskih observatorijev.
V naslednji razpredelnici so navedeni nekateri vesoljski obsevatoriji, ki zaznavajo in obdelujejo elektromagnetno valovanje.
| ime vesoljskega observatorija                                                                                                 | pričetek delovanja | konec delovanja | področje elektromagnetnega valovanja                 | upravljavec                                                         | tirnica (nad površino Zemlje)                |
| --- | ------------------ | --------------- | ---------------------------------------------------- | ------------------------------------------------------------------- | -------------------------------------------- |
| Raziskovalec radijskega valovanja A / B (Radio Astronomy Explorer)                                                            | 1968 / 1973        | 1977            | radijski valovi                                      |                                                                     |                                              |
| Uhuru (SAS-1) | 1970               | 1973            | rentgenski žarki                                     | NASA                                                                | 531 – 572 km                                 |
| Astronomski observatorij v tirnici (Orbiting Astronomical Observatory 3 aliCopernicus)                                        | 1972               | 1981            | ultravijolično sevanje, rentgenski žarki             | NASA                                                                | 713 – 724 km                                 |
| Mednarodni raziskovalec ultravijoličnega sevanja (International Ultraviolet Explorer ali IUE)                                 | 1978               | 1996            | ultravijolično sevanje                               | NASA, ESA, SERC (Science and Engineering Research Council ali SERC) | 32050 – 52254 km                             |
| IRAS | 1983               | 1983            | infrardeče sevanje                                   | NASA                                                                | 1000 – 70500 km                              |
| EXOSAT | 1983               | 1986            | rentgenski žarki                                     | ESA                                                                 | 347 – 191709 km                              |
| Vesoljski observatorij za infrardeče sevanje (Infrared Space Observatory ali ISO)                                             | 1995               | 1998            | infrardeče sevanje                                   | ESA                                                                 | 1000 –70500 km                               |
| COBE | 1989               | 1993            | mikrovalovi                                          | NASA                                                                | 900 km                                       |
| Observatorij Compton za gama žarke (Compton Gamma Ray Observatory ali CGRO)                                                   | 1991               | 2000            | gama žarki                                           | NASA                                                                | 362 – 457 km                                 |
| ROSAT | 1990               | 1999            | rentgenski žarki                                     | DLR (Deutsches Zentrum für Luft- und Raumfahrt) in NASA             | 580 km                                       |
| Yohkoh | 1991               | 2001            | rentgenski žarki                                     | ISAS (Institute of Space and Astronautical Science)                 |                                              |
| BeppoSAX | 1996               | 2002            | rentgenski žarki                                     | ASI (Agenzia Spaziale Italiana)                                     |                                              |
| Raziskovalec za ekstremne ultravijolične žarke (Extreme Ultraviolet Explorer ali EUVE)                                        | 1992               | 2001            | ultravijolično sevanje                               | NASA                                                                | 515 – 527 km                                 |
| Raziskovalec ekstremnega ultravijoličnega sevanja (Far Ultraviolet Spectroscopic Explorer ali FUSE)                           | 1999               | 2007            | ultravijolično sevanje                               | NASA                                                                | 752 – 767 km                                 |
| Vesoljski teleskop Hubble | 1990               |                 | vidna svetloba, ultravijolično in infrardeče sevanje | NASA, ESA                                                           | 586,47 – 610,44 km                           |
| Sončev in heliosferni observatorij (Solar and Heliospheric Observatory ali SOHO)                                              | 1995               |                 | vidna svetloba, ultravijolično sevanje               | NASA, ESA                                                           |                                              |
| Chandra | 1999               |                 | rentgenski žarki                                     | NASA                                                                | 9942 – 140000 km                             |
| XMM-Newtonov observatorij | 1999               |                 | rentgenski žarki                                     | ESA                                                                 | 7365 – 114000 km                             |
| WMAP | 2001               |                 | mikrovalovi                                          | NASA                                                                | Lagrangeeva točka L2                         |
| Integral (International Gamma Ray Astrophysics Laboratory ali INTEGRAL – Mednarodni astrofizikalni laboratorij za gama žarke) | 2002               |                 | gama žarki                                           | ESA                                                                 | 639 – 153000 km                              |
| Raziskovalec razvoja Galaksije (Galaxy Evolution Explorer ali GALEX)                                                          | 2003               |                 | ultravijolično sevanje                               | NASA                                                                | 691 – 697 km                                 |
| Spitzerjev vesoljski teleskop                                                                                                 | 2003               |                 | infrardeče sevanje                                   | NASA                                                                | 0,98 – 1,02 a.e.                             |
| ASTRO-E (Suzaku) | 2005               |                 | rentgenski žarki                                     | JAXA (Japan Aerospace Exploration Agency)                           | 550 km                                       |
| STEREO | 2006               |                 | ultravijolično sevanje                               | NASA                                                                |                                              |
| COROT | 2006               |                 | vidna svetloba                                       | CNES/ESA (Centre_national_d’études_spatiales ali CNES)              | 872 – 884 km                                 |
| Vesoljski teleskop Kepler | 2009               |                 | vidna svetloba, infrardeče sevanje                   | NASA                                                                | satelit v heliocentični tirnici sledi Zemlji |
| Planck | 2009               |                 | mikrovalovi                                          | ESA                                                                 | Lagrangeeva točka L2                         |
| Vesoljski teleskop Herschel                                                                                                   | 2009               |                 | infrardeče sevanje                                   | ESA                                                                 | Lagrangeeva točka L2                         |
| Vesoljski teleskop James Webb                                                                                                 | 2015 (načrtovano)  |                 | infrardeče sevanje                                   | NASA, ESA, CSA                                                      |                                              |
| Vesoljski teleskop Darwin | 2015 (načrtovano)  |                 | infrardeče sevanje                                   | ESA                                                                 |                                              |
| Vesoljska misija interferometrije (Space Interferometry Mission)                                                              | 2015 (načrtovano)  |                 |                                                      | NASA                                                                |                                              |
| Iskalec zemeljskih planetov Terrestrial Planet Finder)                                                                        | 2020 (načrtovano)  |                 |                                                      | NASA                                                                |                                              |

V spodnji razpredelnici pa so navedeni nekateri, ki zaznavajo osnovne delce.
| ime vesoljskega observatorija | pričetek delovanja | konec delovanja | tirnica          | upravljavec                 |
| --- | ------------------ | --------------- | ---------------- | --------------------------- |
| Astrofizikalni laboratorij za visoke energije 3 (High Energy Astrophysics Observatory 3 ali HEAO 3)                                                          | 1979               | 1981            | 486,4 – 504,9 km | NASA                        |
| Astromag Free-Flyer (HEAO 3) | 2005               | -               | 500 km           | NASA                        |
| Payload for Antimatter Matter Exploration and Light-nuclei Astrophysics (Payload for Antimatter Matter Exploration and Light-nuclei Astrophysics ali PAMELA) | 2005               | -               | 500 km           | ISA, INFN, RSA, DLR in SNSB |

V naslednji razpredelnici pa sta vpisana še dva načrtovana vesoljska daljnogleda, ki bosta zgrajena tako, da bosta lahko zaznavala gravitacijske valove (trenutno sta še samo načrtovana):
| Ime vesoljskega observatorija                                                                                                 | Pričetek delovanja | Konec delovanja | Tirnica                                                                           | Upravljavec |
| --- | ------------------ | --------------- | --------------------------------------------------------------------------------- | ----------- |
| Laserska interferometrična antena (Laser Interferometer Space Antenna ali LISA)                                               | 1918 ?             | -               | solarna tirnica (okoli 1 a.e. od Sonca, sledila bo Zemlji na stalni oddaljenosti) | NASA        |
| Observatorij za lasersko interferometrijo gravitacijskih valov (Laser Interferometer Gravitational-Wave Observatory ali LIGO) | 1918 ?             | -               | -                                                                                 | NSF         |